# Larvivora
A Larvivora a madarak (Aves) osztályának verébalakúak (Passeriformes) rendjébe, ezen belül a légykapófélék (Muscicapidae) családjába tartozó nem.

## Rendszertani besorolásuk
Ebbe a madárnembe közép- és kelet-ázsiai énekesmadarak tartoznak; korábban mind a 6 faj más nembe volt besorolva.
2003-ban, Edward C. Dickinson brit ornitológus azt állította, hogy a Luscinia és az Erithacus madárnemek nem monofiletikus csoportok, azaz nem egy közös rendszertani őstől származó élőlények összességét alkotó nemekről van szó. A múltévtizedben egy hatalmas méretű, DNS és molekuláris vizsgálatokból álló nemzetközi kutatás történt a madárrendszerezés terén. Az eredmények egy részét 2010-ben is kiadták; ebből pedig megtudtuk, hogy Dickinsonnak igaza volt. A kutatás eredményeként egyes madarakat átsoroltak, átrendszereztek. Ez történt a Luscinia és az Erithacus nemekkel is; az előbbiből négy fajt, az utóbbiból kettőt vontak ki és helyezték ebbe a nembe, melyet 1837-ben Brian Houghton Hodgson, brit természettudós alkotott meg. A Larvivora megnevezés a latin nyelvből származik, jelentése: „lárvaevő”.
A mostani jól meghatározott kládban - melyben egyetlen közös őstől való valamennyi leszármazottja tartozik - a kék fülemülét (Larvivora cyane) nevezték ki típusfajnak. Habár a vörösfejű vörösbegyet nem vonták be a filogenetikus kutatásba, mivel megjelenésben, énekben és viselkedésben igen hasonlít a narancsszínű fülemülére és kék fülemülére, nincs kétség, hogy az újonnan „feltámasztott” taxonba tartozik.

## Rendszerezésük
A nemet Brian Houghton Hodgson angol ornitológus írta le 1837-ben, az alábbi 8 faj tartozik ide:
- kék fülemüle (Larvivora cyane) (Pallas, 1776) - korábban Luscinia cyane; típusfaj
- narancsszínű fülemüle (Larvivora brunnea) (Hodgson, 1837) - korábban Luscinia brunnea
- tücsökmadár fülemüle (Larvivora sibilans) (Swinhoe, 1863) - korábban Luscinia sibilans
- vörösfejű vörösbegy (Larvivora ruficeps) (Hartert, 1907) - korábban Luscinia ruficeps
- rozsdástorkú vörösbegy (Larvivora akahige) (Temminck, 1835) - korábban Erithacus akahige
- bársonyostorkú vörösbegy (Larvivora komadori) (Temminck, 1835) - korábban Erithacus komadori

- Izu-szigeteki vörösbegy (Larvivora tanensis) vagy (Larvivora akahige tanensis)
- okinawai vörösbegy (Larvivora namiyei) vagy (Larvivora komadori namiyei)

## Fordítás
- Ez a szócikk részben vagy egészben  a   Larvivora című angol Wikipédia-szócikk ezen változatának fordításán alapul.  Az eredeti cikk szerkesztőit annak laptörténete sorolja fel. Ez a jelzés csupán a megfogalmazás eredetét és a szerzői jogokat jelzi, nem szolgál a cikkben szereplő információk forrásmegjelöléseként.